# 克雷姆山谷因策尔斯多夫
克雷姆山谷因策尔斯多夫是奥地利上奥地利州克雷姆斯河畔基希多夫县的一个市镇。总面积22.7平方公里，总人口1823人，人口密度80.3人/平方公里（2005年）。